# American Birkebeiner
American Birkebeiner lub Birkie - długodystansowy bieg narciarski, rozgrywany co roku w lutym, w Hayward w stanie Wisconsin, w północnej części Stanów Zjednoczonych. Jest to jeden z najdłuższych i największych maratonów w Ameryce Północnej. Trasa biegu liczy 54 km, rozgrywany jest techniką klasyczną. Od 2008 roku American Birkebeiner rozgrywany jest równocześnie stylem dowolnym na dystansie 50 km. Tylko w 2007 roku bieg skrócono do 27 km z powodu braku śniegu. Bieg ten należy do cyklu Worldloppet i FIS Marathon Cup.
Nazwa wywodzi się do norweskiego maratonu Birkebeinerrennet. Pierwsza amerykańska edycja biegu miała miejsce w 1973 roku. Początkowo zawody rozgrywano tylko w kategorii mężczyzn. Kobiety oficjalnie przystąpiły do rywalizacji w 1975 roku, jednak w obu pierwszych edycjach kobiety startowały razem z mężczyznami i tytuły za te lata przypadły Amerykance Jacque Lindskoog. Od 1973 roku rozgrywany jest także bieg krótki - Kortelopet, którego długość wynosi 23 km. 
Najwięcej zwycięstw wśród mężczyzn odnieśli Włoch Gianantonio Zanetel oraz Austriak Manfred Nagl. Obaj zwyciężali trzykrotnie, pierwszy w latach 2001, 2003 i 2004, a drugi w latach 1990, 1991 i 1993. Wśród kobiet najczęściej zwyciężała Amerykanka Caitlin Gregg, która najlepsza była czterokrotnie.

## Lista zwycięzców
| Rok  | Mężczyźni                                                         | Kobiety                                                             |
| ---- | ----------------------------------------------------------------- | ------------------------------------------------------------------- |
| 2025 | Fabián Štoček (styl klasyczny) Gérard Agnellet (styl dowolny)     | Lily Hubanks (styl klasyczny) Sydney Palmer-Leger (styl dowolny)    |
| 2024 | Reid Goble (styl klasyczny) Gus Schumacher (styl dowolny)         | Hannah Rudd (styl klasyczny) Jessica Diggins (styl dowolny)         |
| 2023 | Scott Hill (styl klasyczny) David Norris (styl dowolny)           | Julie Ensrud (styl klasyczny) Alayna Sonnesyn (styl dowolny)        |
| 2022 | Leo Hipp (styl klasyczny) Gérard Agnellet (styl dowolny)          | Delaney FitzPatrick (styl klasyczny) Alayna Sonnesyn (styl dowolny) |
| 2021 | Ian Torchia (styl klasyczny) Johnny Hagenbush (styl dowolny)      | Rosie Frankowski (styl klasyczny) Alayna Sonnesyn (styl dowolny)    |
| 2020 | Peter Holmes (styl klasyczny) Niklas Dyrhaug (styl dowolny)       | Nichole Bathe (styl klasyczny) Jessica Yeaton (styl dowolny)        |
| 2019 | Peter Holmes (styl klasyczny) Akeo Maifeld-Carucci (styl dowolny) | Cate Brams (styl klasyczny) Alayna Sonnesyn (styl dowolny)          |
| 2018 | Ben Saxton (styl klasyczny) Anders Gløersen (styl dowolny)        | Felicia Gesior (styl klasyczny) Caitlin Gregg (styl dowolny)        |
| 2017 | Nie rozegrano                                                     | Nie rozegrano                                                       |
| 2016 | Welly Ramsey (styl klasyczny) David Norris (styl dowolny)         | Deedra Irwin (styl klasyczny) Caitlin Gregg (styl dowolny)          |
| 2015 | Ole Christian Mork (styl klasyczny) Segio Bonaldi (styl dowolny)  | Natalja Naryszkina (styl klasyczny) Holly Brooks (styl dowolny)     |
| 2014 | Santiago Ocariz (styl klasyczny) Tom Reichelt (styl dowolny)      | Natalja Naryszkina (styl klasyczny) Caitlin Gregg (styl dowolny)    |
| 2013 | Doug Debold (styl klasyczny) Sergio Bonaldi (styl dowolny)        | Ingrid Saupstad (styl klasyczny) Caitlin Gregg (styl dowolny)       |
| 2012 | David Chamberlain (styl klasyczny) Tad Elliott (styl dowolny)     | Carolyn Ocariz (styl klasyczny) Holly Brooks (styl dowolny)         |
| 2011 | Juergen Uhl (styl klasyczny) (2) Tore Gunderson (styl dowolny)    | Jennie Bender (styl klasyczny) Caitlin Compton (styl dowolny)       |
| 2010 | Juergen Uhl (styl klasyczny) Fabio Santus (styl dowolny)          | Audrey Weber (styl klasyczny) Rebecca Dussault (styl dowolny) (2)   |
| 2009 | Gus Kaeding (styl klasyczny) Matthew Liebsch (styl dowolny)       | Martina Štursová (styl klasyczny) Rebecca Dussault (styl dowolny)   |
| 2008 | Jurij Kozłow (styl klasyczny) Ivan Babikov (styl dowolny)         | Kelly Skillicorn (styl klasyczny) Evelyn Dong (styl dowolny)        |
| 2007 | Zack Simons                                                       | Kate Whitcomb                                                       |
| 2006 | Marco Cattaneo (2)                                                | Anna Santer                                                         |
| 2005 | Marco Cattaneo                                                    | Lara Peyrot (3)                                                     |
| 2004 | Gianantonio Zanetel (3)                                           | Lara Peyrot (2)                                                     |
| 2003 | Gianantonio Zanetel (2)                                           | Lara Peyrot                                                         |
| 2002 | Maurizio Pozzi                                                    | Jeannie Wall                                                        |
| 2001 | Gianantonio Zanetel                                               | Nadieżda Slesariewa                                                 |
| 1999 | Johann Mühlegg                                                    | Laura McCabe                                                        |
| 1998 | Carl Swenson                                                      | Jennifer Douglas                                                    |
| 1997 | Michaił Botwinow                                                  | Gudrun Pflüger (2)                                                  |
| 1996 | Silvano Barco                                                     | Gudrun Pflüger                                                      |
| 1995 | Andre Jungen                                                      | Maria Theurl                                                        |
| 1994 | Tomáš Čáslavský                                                   | Heike Wezel                                                         |
| 1993 | Manfred Nagl (3)                                                  | Suzanne King                                                        |
| 1992 | Todd Boonstra                                                     | Nina Skeime                                                         |
| 1991 | Manfred Nagl (2)                                                  | Ingrid Butts                                                        |
| 1990 | Manfred Nagl                                                      | Lynne Cecil                                                         |
| 1989 | Örjan Blomquist (2)                                               | Betsy Youngman                                                      |
| 1988 | Örjan Blomquist                                                   | Kelly Kimball                                                       |
| 1987 | Konrad Hallenbarter                                               | E.J. Holcomb                                                        |
| 1986 | Anders Blomquist                                                  | Muffy Ritz                                                          |
| 1985 | Oddvar Brå                                                        | Muffy Ritz                                                          |
| 1984 | Bengt Hassis                                                      | Vigdis Rønning                                                      |
| 1983 | Rudi Kapeller                                                     | Jennifer Caldwell                                                   |
| 1982 | Ola Hassis                                                        | Gry Oftedal (2)                                                     |
| 1981 | Jean-Paul Pierrat                                                 | Marianne Hadler                                                     |
| 1980 | Per Notten                                                        | Gry Oftedal                                                         |
| 1979 | Arnt Hårstad                                                      | Judy Rabinowitz                                                     |
| 1978 | Alfred Kälin                                                      | Valborg Østberg                                                     |
| 1977 | Bjørn Arvnes                                                      | Berit Mørdre Lammedal                                               |
| 1976 | Audun Kolstad                                                     | Jana Hlavaty                                                        |
| 1975 | Chris Haines                                                      | Vigdis Snekkevik                                                    |
| 1974 | Dave Quinn                                                        | Jacque Lindskoog (2)                                                |
| 1973 | Eric Ersson                                                       | Jacque Lindskoog                                                    |